# گورستان چاله ۱
گورستان چاله ۱ مربوط به عصر آهن است و در شهرستان پل‌دختر، بخش مرکزی، دهستان جایدر، ۲۵۰ متری شمال غرب روستای چاله واقع شده و این اثر در تاریخ ۲۸ اسفند ۱۳۸۵ با شمارهٔ ثبت ۱۸۴۶۴ به‌عنوان یکی از آثار ملی ایران به ثبت رسیده است.